# 샤이니 슈림프
샤이니 슈림프(Les crevettes pailletees, The Shiny Shrimps)는 프랑스에서 제작된 세드릭 르 갈로 감독의 2019년 드라마 영화이다. 니콜라스 곱 등이 주연으로 출연하였고 이고르 놀라 등이 제작에 참여하였다.

## 출연

### 주연
- 니콜라스 곱
- 알반 레누아
- 마이클 아비테보울
- 조프리 고엣
- 다비드 베이오트
- 펠릭스 마티네즈

## 제작진
- 미술: 니콜라스 미고
- 배역: 꼬랄리 아메데오